# Heras de Ayuso
Heras de Ayuso es un municipio y localidad española de la provincia de Guadalajara, en la comunidad autónoma de Castilla-La Mancha. El término municipal tiene una población de 235 habitantes (INE 2024).

## Historia
Hacia mediados del siglo XIX, el lugar tenía contabilizada una población de 263 habitantes. La localidad aparece descrita en el noveno volumen del Diccionario geográfico-estadístico-histórico de España y sus posesiones de Ultramar de Pascual Madoz de la siguiente manera:

HERAS: l. con ayunt. en la prov. de Guadalajara (4 leg.), part. jud. de Brihuega (5), aud. terr. de Madrid (13), c. g, de Castilla la Nueva, dióc. de Toledo (25): sit. en una deliciosa vega con libre ventilacion y despejada atmósfera, goza de clima sano; tiene 62 casas, la de ayunt., escuela de instruccion primaria frecuentada por 18 alumnos á cargo de un maestro á la vez organista, dotado con 900 rs. y 25 fan. de trigo por ambos conceptos; 2 posadas, una igl. parr. de entrada (San Miguel Arcángel), servida por un cura de nombramiento del ordinario; el cementerio construido en 1837, se halla en posicion que no ofende á la salubridad publica; fuera de la pobl. hay 1 fuente de buenas aguas, que provee a las necesidades del vecindario; como á 400 pasos del l., hay un cas., propiedad del duque del Infantado, compuesto de un palacio con su oratorio, 10 casernas para criados, 3 casas para guardas, pajares, caballerizas, una fragua, cocedero para el vino, una magnífica bodega; y á las inmediaciones del cas. un paseo poblado de plátanos, acacias y y otros árboles, viéndose tambien 2 grandes majuelos de viña, con olivos y nogales: confina el term. N. Mohernando y Alarilla; E. Torre del Vulgo y Cañizar; S. Ciruelas, y O. Junquera; dentro de él se encuentra una ermita (la Soledad): el terreno fertilizado por el r. Vadiel, abraza 12,000 fan. de cabida, distribuidas en esta forma: 2,500 de buena calidad, 4,500 de mediana, y las restantes de ínfima; comprende una deh. y varios trozos de monte poblado de chaparros y otros árboles; atraviesa también el térm. el r. Henares, en el que desagua el Vadiel, dentro de la jurisd. caminos: los que dirigen á los pueblos limítrofes, y la ant. carretera de Madrid á Logroño. prod. trigo, cebada, centeno, avena, vino, aceite, patatas, garbanzos, judias y otras legumbres; yerbas de pasto con las que se mantiene ganado lanar, vacuno y caballar. ind.: la agrícola, 2 molinos harineros impulsados por el Vadiel, y algunos de los oficios mas indispensables. comercio: esportacion del sobrante de frutos, é importacion de los art. de consumo que faltan. pobl.: 58 vec., 263 alm. cap. prod.: 1,660,200 rs. imp.: 95,420. contr.: 8,571. presupuesto municipal: 3,350, se cubre con los fondos de propios y arbitrios.
(Madoz, 1847, p. 168)

## Demografía
Heras de Ayuso cuenta con una población de 235 habitantes (INE 2024).
| Gráfica de evolución demográfica de Heras de Ayuso entre 1842 y 2021                                                |
| |
| Población de derecho según los censos de población del INE Población de hecho según los censos de población del INE |

| Nacionalidad | Hombres | Mujeres | Total | %      | Proporción |
| ------------ | ------- | ------- | ----- | ------ | ---------- |
| Española     | 53      | 43      | 96    | 41.5 % |            |
| Extranjera   | 75      | 60      | 135   | 58.4 % |            |

Migración
| País      | Hombres | Mujeres | Total | %      | Proporción |
| --------- | ------- | ------- | ----- | ------ | ---------- |
| Bulgaria  | 51      | 44      | 95    | 70.4 % |            |
| Marruecos | 21      | 7       | 28    | 20.7 % |            |
| Rumania   | 3       | 7       | 10    | 7.4 %  |            |
| Portugal  | 0       | 2       | 2     | 1.5 %  |            |

La población de Heras de Ayuso, a pesar de no ser muy significativa, ha aumentado durante los años 1990 y 2000. Ya a principios de 2007 la población total era de 210 habitantes desglosados en 110 varones por 99 mujeres. Las perspectivas de crecimiento demográfico son alcistas principalmente por la proximidad de este pueblo con Madrid y por el empadronamiento de población inmigrante de Europa del Este dedicados fundamentalmente a la recogida del espárrago.
| 116           | 126 | 145 | 150 | 214 | 264 | 252 | 272 |
| (Fuente: INE) |     |     |     |     |     |     |     |

## Monumentos
- Iglesia de San Miguel Arcángel.[1]
- Restos del palacio de los duques del Infantado y de los duques de Osuna (siglo XVII).

## Fiestas
- San Juan (24 de junio). Fiestas patronales: Celebraciones religiosas, pasacalles y verbenas
- San Miguel (29 de septiembre): Espectáculos taurinos y actuaciones musicales.
- San Isidro (15 de mayo).